# Généralité valencienne
Ne doit pas être confondu avec Généralité de Valenciennes.
Pour l'institution médiévale, voir Députation du Général du royaume de Valence.
 (décembre 2022).
Si vous disposez d'ouvrages ou d'articles de référence ou si vous connaissez des sites web de qualité traitant du thème abordé ici, merci de compléter l'article en donnant les références utiles à sa vérifiabilité et en les liant à la section « Notes et références ».
La Généralité valencienne (en catalan : Generalitat Valenciana, en espagnol : Generalidad Valenciana) est l'institution du gouvernement autonome de la Communauté valencienne, en Espagne.
Elle est formée du Parlement, du président de la généralité et du conseil.

## Présentation
La généralité est instituée par le statut d'autonomie de la Communauté valencienne de 1982. L'article 20 dispose que « l'ensemble des institutions d'autogouvernement de la Communauté valencienne constitue la généralité ».
Elle se compose du Parlement (en catalan : Corts valencianes), du président (President) et du conseil (Consell).
Le 3e alinéa de l'article 20 précise que la Cour des comptes (Sindicatura de Comptes), le Défenseur du peuple (Síndic de Greuges), le Conseil de la Culture (Consell Valenciá de Cultura), l'Académie valencienne de la langue (Acadèmia Valenciana de la Llengua), le Conseil juridique consultatif (Consell Jurídic Consultiu) et le Comité économique et social (Comité Econòmic i Social) sont des « institutions de la généralité ».

## Histoire

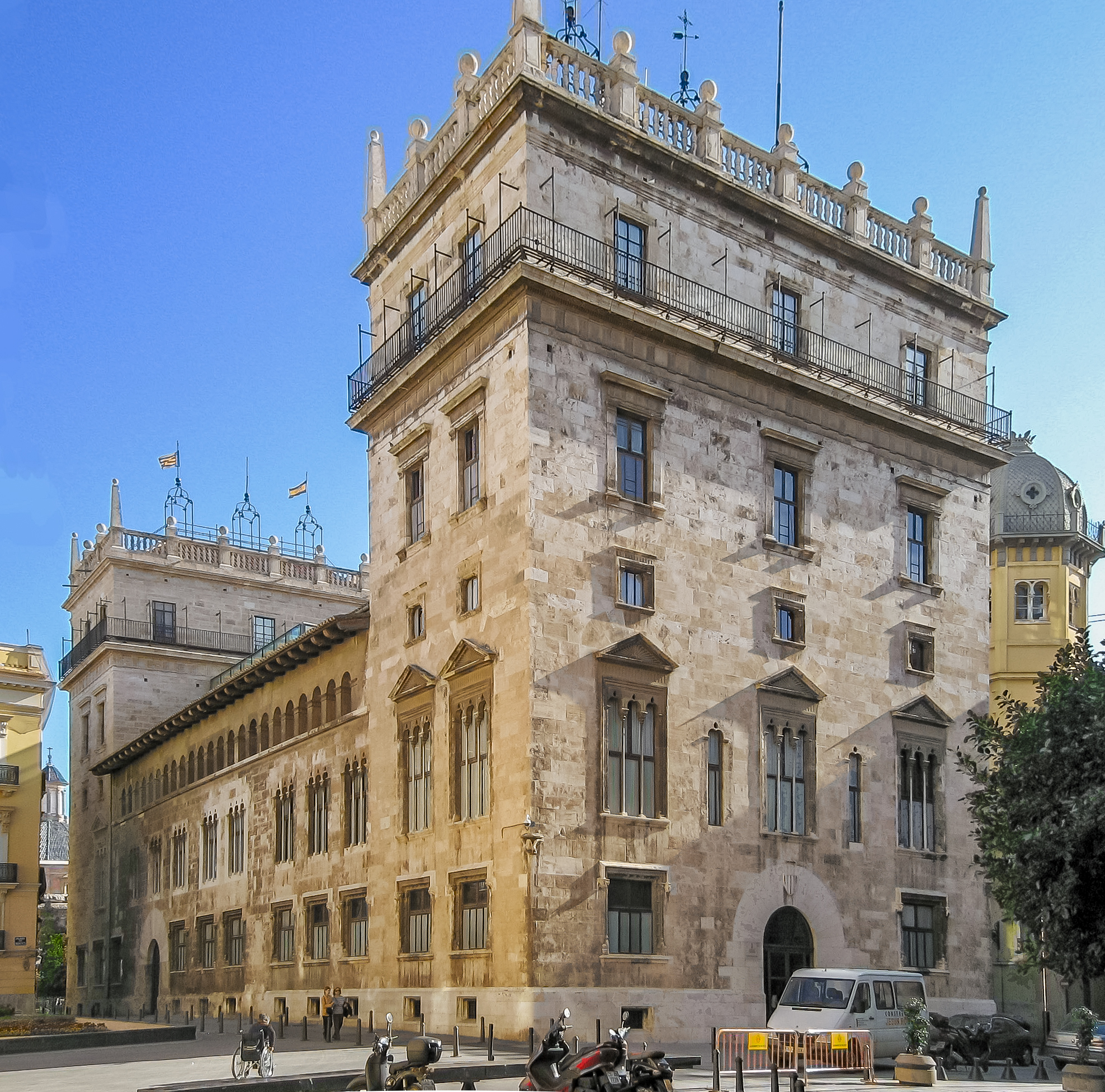
Le palais de la Généralité, à Valence.